# Eva Gro Andersen
Eva Gro Andersen (født den 27. juli 1975 i København) er en dansk forfatter. Hun er cand.mag. i dansk med tilvalgsfag fra litteraturvidenskab og kunsthistorie. Hun debuterede i 2005 som skønlitterær forfatter i litteraturtidsskriftet Apparatur. Hendes første bog, en samling prosalyrik med titlen Laila, Leo, Lolita m.fl., udkom på forlaget Jorinde & Joringel i 2011. Novellesamlingen Tango og andre tilstande udkom på forlaget Jensen & Dalgaard i 2022.
Hun har arbejdet som redaktør på Gyldendal Uddannelse og som udgiver på Det Danske Sprog- og Litteraturselskab.  Som fagforfatter har hun forsket i og skrevet om skandinavisk velfærdsrealisme, 1970’ernes avantgarde og om socialistisk børnelitteratur. Hendes litteraturforskning har været bragt i tidsskrifterne Kritik og Reception.
Hun har skrevet klummer for dagbladet Information og er forfatter til en lang række kronikker i Politiken, Information og Berlingske. Foruden debuten i litteraturtidsskriftet Apparatur har hun bidraget med skønlitterære tekster i novelletidsskriftet Lapidar. Hun har desuden medvirket i Debatten på DR2 samt i programmet Den røde sofa i Den2Radio.
Hun har modtaget arbejdslegater fra Statens Kunstfond og Autorkontoen.

### Skønlitteratur
- Laila, Leo, Lolita m.fl., et persongalleri, Jorinde & Joringel, 2011. ISBN 978-87-7322-216-4
- Tango og andre tilstande. Noveller og det der ligner, Jensen & Dalgaard, 2022. ISBN 978-87-7151-015-7

### Faglitteratur
- Efterskrift, noter og tekstvidenskabeligt afsnit i Anders Bodelsens novellesamling Drivhuset i serien Danske Klassikere, Det Danske Sprog- og Litteraturselskab, Gyldendal, 2019. ISBN 978-87-7533-248-9
- Efterskrift, noter og tekstvidenskabeligt afsnit i Anders Bodelsens novellesamling Rama Sama i serien Danske Klassikere, Det Danske Sprog- og Litteraturselskab, Gyldendal, 2019. ISBN 978-87-7533-249-6
- “Det skjulte grå stof. Velfærdsstaten i Anders Bodelsens noveller”, i: Velfærd og litteratur, tidsskriftet Kritik, nr. 191, april 2009, Gyldendal. ISBN 978-87-0207-966-1
- “Min socialistiske barndom. Tendenser i 1970’ernes børnelitteratur”, i: Far, mor og børnelitteratur, tidsskriftet Reception, nr. 65, 2008. ISSN 1601-2941
- “Sproget er mine øjne. Formen er min lidenskab”, i: Kirsten Thorup, tidsskriftet Reception, nr. 63, 2007. ISSN 1601-2941